# Oružane snage Laosa
Narodne oružane snage Laosa zadužene su za obranu Laosa.
Laos je jedna od najslabije razvijenih država svijeta te nema dovoljno sredstava za vojsku pa su oružane snage Laosa slabo financirane i neučinkovito osposobljene. Glavne misije su obrana granice i unutarnja sigurnost, prije svega u borbi protiv pobunjeničkih grupa etničke skupine Hmong. Od Oružanih snaga očekuje se, da potisnu političke i građanske nemire i slične nacionalne hitne slučajeve, ali također sudjeluje u akcijama protiv suzbijanja epidemije ptičje gripe. Održavaju jake veze sa susjednom vijetnamskom vojskom.
Vojska broji 130.000 vojnika. Opremljena je s 25 glavnih borbenih tenkova, 16 ophodnih brodova, o kojima brine 600 vojnika. Zrakoplovstvo broji 3,500 pripadnika te je opremljeno protuzrakoplovnim raketama i s 24 borbena zrakoplova. Snage samoobrane broje oko 100.000 pripadnika organiziranih za obranu države. Najčešće pješačko oružje su: sovjetska jurišna puška AKM, strojnica PKM, pištolj PM Makarov i laka strojnica RPD.